# Rudolf Gerber (Jurist)
Rudolf Gerber (* 13. April 1928 in Brugg; † 2. August 2019 bei Bern; heimatberechtigt in Langnau BE und Dübendorf) war ein Schweizer Jurist.

## Leben
Gerber war Sohn des Direktors des Militärflugplatzes Dübendorf Fritz Hermann Gerber und der Alice Gerber geborene Simmen. Nach dem Gymnasium in Zürich folgte ein Verlagsvolontariat und ein Studium der Rechtswissenschaften in Zürich und Paris. 1957 erwarb er den Titel Dr. iur. Er war ab 1960 Bezirksanwalt in Horgen und Zürich, ab 1968 Staatsanwalt in Zürich. Von 1974 bis 1989 war er Bundesanwalt, also Leiter der schweizerischen Bundesanwaltschaft. 1976 veranlasste er die Verhaftung des Brigadiers Jean-Louis Jeanmaire, die sogenannte «Jeanmaire-Affäre» ist im Zusammenhang des Kalten Krieges zu sehen. Jeanmaire wurde am 17. Juni 1977 wegen Landesverrats zu 18 Jahren Haft verurteilt, degradiert und aus der Armee ausgeschlossen. 1989 erfolgte seine Demission und seine vorzeitige Pensionierung im Zusammenhang mit dem Fichenskandal und der Affäre um die Bundesrätin Elisabeth Kopp. Die Vorgänge führten zu einer Reorganisierung der schweizerischen Bundesanwaltschaft.
Gerber war ab 1955 verheiratet mit Ettorina Guglielmina (Etty) Cassini und hatte mehrere Kinder. Er verstarb am 2. August 2019 im Alter von 91 Jahren bei Bern.